# 西山村 (山梨県)
西山村（にしやまむら）は山梨県南巨摩郡にあった村。現在の早川町湯島・奈良田にあたる。本項では発足時の名称である奈良田村（ならだむら）についても述べる。

## 地理
- 山：白剥山、笹山、大籠岳、広河内岳、農鳥岳、間ノ岳、別当代山、森山、高山、雨池山、大唐松山
- 河川：早川

## 歴史
- 1889年（明治22年）7月1日 - 町村制の施行により、湯島村、奈良田村の区域をもって奈良田村が発足。
- 1890年（明治23年）4月1日 - 奈良田村が改称して西山村となる。
- 1956年（昭和31年）9月30日 - 五箇村・都川村・三里村・硯島村・本建村と合併して早川町が発足。同日西山村廃止。

## 名所・旧跡・観光スポット・祭事・催事
- 奈良田温泉
- 西山温泉